# Ernst Kovacic
Ernst Kovacic   (Kapfenberg, 12 d'abril de 1943) és un violinista i director d'orquestra austríac.

## Vida i treball
Ernst Kovacic va estudiar violí, piano i orgue a la Universitat de Música i Arts Escèniques de Viena, on va prendre classes de composició. Imparteix classes en aquesta universitat des del 1975. És el guanyador de nombrosos premis importants en competicions internacionals. Kovacic toca un violí de Giovanni Battista Guadagnini des de 1753. Entre altres coses, és conegut pel seu intens compromís amb la nova música, molts compositors contemporanis com Ernst Krenek, Friedrich Cerha, Georg Friedrich Haas, Johannes Maria Staud, Beat Furrer, Robin Holloway, Nigel Osborne, Helmut Eder, Iván Eröd, Kurt Schwertsik, Karlheinz Essl junior, va compondre obres per Kovacic. De 1996 a 1998 Kovacic va ser director artístic de lOrquestra de Cambra de Viena i també va actuar amb nombrosos conjunts Coneguda com la Northern Sinfonia, Britten Sinfonia, Stuttgart Chamber Orchestra, Orquestra de Cambra de Sant Pau, Orquestra de Cambra de Noruega, Klangforum Wien ,Ensemble Modern, la Camerata Salzburg, Camerata Bern o la Deutsche Kammerphilharmonie Bremen. Des del 2007 és director artístic de lOrquestra de Cambra Leopoldinum de Breslau (Wrocław). Des del 2008 és el violinista del Zebra Trio amb Steven Dann i Anssi Karttunen. Juntament amb Beat Furrer lidera els seminaris "Impulse" per a música nova a Graz. És el comissari de diversos festivals, inclòs a brückenmürz a Estíria i festival de Leo a Wroclaw (Polònia).

## Enregistraments (selecció)
- Gira mundial amb Fritz Kreisler (Camerata Salzburg), 2001 a Preiser Records
- Schönberg i Beethoven (Orquestra de Cambra Leopoldinum de Wrocław), 2010 en CD Accord
- Ernst Krenek: Elegia simfònica (Leopoldinum Chamber Orchestra), 2009 amb Capriccio
- Robin Holloway: Ancora (Scottish Chamber Orchestra), 2003 amb NMC
- Jean Sibelius: Early Chamber Music Vol.1, 1994 amb Ondine
- Friedrich Cerha: Concert per a violí, Orquestra Simfònica ORF, Director: Bertrand de Billy col legno 2006
- Bernhard Stevens: Concert per a violí i orquestra i simfonia núm. 2 (BBC Philharmonic Orchestra), 2009 amb Meridian Records
- José Manuel López López: Concert per a piano i orquestra, Concierto para violín y orquesta & Movimentos para dos pianos y orquesta (Deutsches Symphonieorchester Berlin), 2009 a KAIROS Music Production
- Witold Ludoslawski: Opera Omnia 03, 2011 en CD Accord
- The Art of Fugue, 2012 en CD Accord
- Hanna Kulenty; Music 4, (Leopoldinum Chamber Orchestra) 2011 amb Dux
- Ernst Krenek, Treballa per a l'Orquestra de Cambra, Leopoldinum Chamber Orchestra, 2012 Toccata Classics